# سان سادورنينو
بلدية سان سادورنينو (بالإسبانية: San Sadurniño)‏، هي إحدى بلديات مقاطعة لا كرونيا إحدى مقاطعات إسبانيا، و التي تقع في منطقة جليقية شمال غرب إسبانيا. يبلغ عدد سكانها 2,828 نسمة وفقاً لإحصائية سنة (2018).